# 中国地震烈度表
中国地震烈度表（英語：China seismic intensity scale, CSIS）是中华人民共和国一份评定地震烈度的国家标准。中华人民共和国成立后第一个地震烈度表是由中国科学院地球物理研究所编制的《新的中国地震烈度表》，发表于1957年。1980年中国地震局审查通过了新的《中国地震烈度表（1980）》，之后又在1999年、2008年和2020年三次对该标准进行修订，目前施行的是2020年发布，2021年实施的国家标准《中国地震烈度表》（GB/T 17742-2020）:

## 烈度表
| 地震烈度 | 人的感觉                                                         | 房屋震害     | 房屋震害 | 房屋震害     | 器物反应                                               | 生命线工程震害 | 其他震害现象                                                                       | 合成地震动的最大值       | 合成地震动的最大值          |
| 地震烈度 | 人的感觉                                                         | 类型         | 震害程度 | 平均震害指数 | 器物反应                                               | 生命线工程震害 | 其他震害现象                                                                       | 加速度 m/s2              | 速度 m/s                    |
| -------- | ---------------------------------------------------------------- | ------------ | --- | ------------ | ------------------------------------------------------ | --- | ---------------------------------------------------------------------------------- | ------------------------ | --------------------------- |
| I        | 无感                                                             |              | |              |                                                        | |                                                                                    | 0.018 (<0.0257)          | 0.00121 (<0.00177)          |
| II       | 室内个别静止的人有感觉，个别较高楼层中的人有感觉                 |              | |              |                                                        | |                                                                                    | 0.0369 (0.0258 ~ 0.0528) | 0.00259 (0.00178 ~ 0.00381) |
| III      | 室内少数静止中的人有感觉，少数较高楼层中的人有明显感觉           |              | 门、窗轻微作响 |              | 悬挂物微动                                             | |                                                                                    | 0.0757 (0.0529 ~ 0.108)  | 0.00558 (0.00382 ~ 0.00819) |
| IV       | 室内多数人、室外少数人有感觉，少数人梦中惊醒                     |              | 门、窗作响 |              | 悬挂物明显摆动，器皿作响                               | |                                                                                    | 0.155 (0.109 ~ 0.222)    | 0.0120 (0.00820 ~ 0.0176)   |
| V        | 室内绝大多数、室外多数人有感觉，多数人梦中惊醒，少数人惊逃室外   |              | 门窗、屋顶、屋架颤动作响，灰土掉落，个别房屋墙体抹灰出现细微裂缝，个别老旧A1类或A2类房屋墙体出现轻微裂缝或原有裂缝扩展，个别房屋屋顶烟囱调砖，个别檐瓦掉落 |              | 悬挂物大幅度晃动，不稳定器物摇动或翻倒                 | |                                                                                    | 0.319 （0.223 ～ 0.456） | 0.0259 （0.0117 ～ 0.0380） |
| VI       | 多数人站立不稳，多数人惊逃户外                                   | A1           | 少数轻微破坏和中等破坏，多数基本完好 | 0.02 ～ 0.17 | 少数轻家具和物品移动，少数顶部沉重的物器翻倒           | 个别梁桥挡块破坏，个别拱桥主拱圈出现裂缝及桥台开裂；个别主变压器跳闸；个别老旧支路管道有破坏，局部水压下降                                                         | 河岸和松软土地出现裂缝，饱和砂层出现喷砂冒水；个别独立砖烟囱轻度裂缝               | 0.653 （0.457 ～ 0.936） | 0.0557 （0.0381 ～ 0.0817） |
| VI       | 多数人站立不稳，多数人惊逃户外                                   | A2           | 少数轻微破坏和中等破坏，大多数基本完好 | 0.01 ~ 0.13  | 少数轻家具和物品移动，少数顶部沉重的物器翻倒           | 个别梁桥挡块破坏，个别拱桥主拱圈出现裂缝及桥台开裂；个别主变压器跳闸；个别老旧支路管道有破坏，局部水压下降                                                         | 河岸和松软土地出现裂缝，饱和砂层出现喷砂冒水；个别独立砖烟囱轻度裂缝               | 0.653 （0.457 ～ 0.936） | 0.0557 （0.0381 ～ 0.0817） |
| VI       | 多数人站立不稳，多数人惊逃户外                                   | B            | 少数轻微破坏和中等破坏，大多数基本完好 | ≤0.11        | 少数轻家具和物品移动，少数顶部沉重的物器翻倒           | 个别梁桥挡块破坏，个别拱桥主拱圈出现裂缝及桥台开裂；个别主变压器跳闸；个别老旧支路管道有破坏，局部水压下降                                                         | 河岸和松软土地出现裂缝，饱和砂层出现喷砂冒水；个别独立砖烟囱轻度裂缝               | 0.653 （0.457 ～ 0.936） | 0.0557 （0.0381 ～ 0.0817） |
| VI       | 多数人站立不稳，多数人惊逃户外                                   | C            | 少数或个别轻微破坏，绝大多数基本完好 | ≤0.06        | 少数轻家具和物品移动，少数顶部沉重的物器翻倒           | 个别梁桥挡块破坏，个别拱桥主拱圈出现裂缝及桥台开裂；个别主变压器跳闸；个别老旧支路管道有破坏，局部水压下降                                                         | 河岸和松软土地出现裂缝，饱和砂层出现喷砂冒水；个别独立砖烟囱轻度裂缝               | 0.653 （0.457 ～ 0.936） | 0.0557 （0.0381 ～ 0.0817） |
| VI       | 多数人站立不稳，多数人惊逃户外                                   | D            | 少数或个别轻微破坏，绝大多数基本完好 | ≤0.04        | 少数轻家具和物品移动，少数顶部沉重的物器翻倒           | 个别梁桥挡块破坏，个别拱桥主拱圈出现裂缝及桥台开裂；个别主变压器跳闸；个别老旧支路管道有破坏，局部水压下降                                                         | 河岸和松软土地出现裂缝，饱和砂层出现喷砂冒水；个别独立砖烟囱轻度裂缝               | 0.653 （0.457 ～ 0.936） | 0.0557 （0.0381 ～ 0.0817） |
| VII      | 大多数人惊逃户外，骑自行车的人有感觉，行驶中的汽车驾乘人员有感觉 | A1           | 少数严重破坏和毁坏，多数中等破坏和轻微破坏 | 0.15 ～ 0.44 | 物体从架子上掉落，多数顶部沉重的器物翻倒，少数家具倾倒 | 少数梁桥挡块破坏，个别拱桥主桥出现明显裂缝和变形及其少数桥台开裂；个别变压器的套管破坏，个别瓷柱形高压电气设备破坏；少数支线管道破坏，局部停水                     | 河岸出现塌方，饱和砂层常见喷水冒砂，松软土地上地裂缝较多；大多数独立砖烟囱中等破坏 | 1.35 （0.937 ～ 1.94）   | 0.120 （0.0818 ～ 0.176）   |
| VII      | 大多数人惊逃户外，骑自行车的人有感觉，行驶中的汽车驾乘人员有感觉 | A2           | 少数中等破坏，多数轻微破坏和基本完好 | 0.11 ~ 0.31  | 物体从架子上掉落，多数顶部沉重的器物翻倒，少数家具倾倒 | 少数梁桥挡块破坏，个别拱桥主桥出现明显裂缝和变形及其少数桥台开裂；个别变压器的套管破坏，个别瓷柱形高压电气设备破坏；少数支线管道破坏，局部停水                     | 河岸出现塌方，饱和砂层常见喷水冒砂，松软土地上地裂缝较多；大多数独立砖烟囱中等破坏 | 1.35 （0.937 ～ 1.94）   | 0.120 （0.0818 ～ 0.176）   |
| VII      | 大多数人惊逃户外，骑自行车的人有感觉，行驶中的汽车驾乘人员有感觉 | B            | 少数中等破坏，多数轻微破坏和基本完好 | 0.09 ～ 0.27 | 物体从架子上掉落，多数顶部沉重的器物翻倒，少数家具倾倒 | 少数梁桥挡块破坏，个别拱桥主桥出现明显裂缝和变形及其少数桥台开裂；个别变压器的套管破坏，个别瓷柱形高压电气设备破坏；少数支线管道破坏，局部停水                     | 河岸出现塌方，饱和砂层常见喷水冒砂，松软土地上地裂缝较多；大多数独立砖烟囱中等破坏 | 1.35 （0.937 ～ 1.94）   | 0.120 （0.0818 ～ 0.176）   |
| VII      | 大多数人惊逃户外，骑自行车的人有感觉，行驶中的汽车驾乘人员有感觉 | C            | 少数轻微破坏和中等破坏，多数基本完好 | 0.05 ~ 0.18  | 物体从架子上掉落，多数顶部沉重的器物翻倒，少数家具倾倒 | 少数梁桥挡块破坏，个别拱桥主桥出现明显裂缝和变形及其少数桥台开裂；个别变压器的套管破坏，个别瓷柱形高压电气设备破坏；少数支线管道破坏，局部停水                     | 河岸出现塌方，饱和砂层常见喷水冒砂，松软土地上地裂缝较多；大多数独立砖烟囱中等破坏 | 1.35 （0.937 ～ 1.94）   | 0.120 （0.0818 ～ 0.176）   |
| VII      | 大多数人惊逃户外，骑自行车的人有感觉，行驶中的汽车驾乘人员有感觉 | D            | 少数轻微破坏和中等破坏，大多数基本完好 | 0.04 ~ 0.16  | 物体从架子上掉落，多数顶部沉重的器物翻倒，少数家具倾倒 | 少数梁桥挡块破坏，个别拱桥主桥出现明显裂缝和变形及其少数桥台开裂；个别变压器的套管破坏，个别瓷柱形高压电气设备破坏；少数支线管道破坏，局部停水                     | 河岸出现塌方，饱和砂层常见喷水冒砂，松软土地上地裂缝较多；大多数独立砖烟囱中等破坏 | 1.35 （0.937 ～ 1.94）   | 0.120 （0.0818 ～ 0.176）   |
| VIII     | 多数人摇晃颠簸，行走困难                                         | A1           | 少数毁坏，多数中等破坏和严重破坏 | 0.42 ～ 0.62 | 除重家具外，室内物品大多数倾倒或移位                   | 少数梁桥桥体移位、开裂及多数挡块破坏。少数拱桥主拱圈开裂严重；少数变压器的套管破坏；个别或少数瓷柱型高压电气设备破坏；多数直线管道及少数干线管道破坏，部分区域停水 | 干硬土地上出现裂缝，饱和砂层绝大多数喷砂冒水；大多数独立砖烟囱严重破坏             | 2.79 （1.95 ～ 4.01）    | 0.258 （0.177 ～ 0.378）    |
| VIII     | 多数人摇晃颠簸，行走困难                                         | A2           | 少数严重破坏，多数中等破坏和轻微破坏 | 0.29 ~ 0.46  | 除重家具外，室内物品大多数倾倒或移位                   | 少数梁桥桥体移位、开裂及多数挡块破坏。少数拱桥主拱圈开裂严重；少数变压器的套管破坏；个别或少数瓷柱型高压电气设备破坏；多数直线管道及少数干线管道破坏，部分区域停水 | 干硬土地上出现裂缝，饱和砂层绝大多数喷砂冒水；大多数独立砖烟囱严重破坏             | 2.79 （1.95 ～ 4.01）    | 0.258 （0.177 ～ 0.378）    |
| VIII     | 多数人摇晃颠簸，行走困难                                         | B            | 少数严重破坏和毁坏，多数中等和轻微破坏 | 0.25 ~ 0.50  | 除重家具外，室内物品大多数倾倒或移位                   | 少数梁桥桥体移位、开裂及多数挡块破坏。少数拱桥主拱圈开裂严重；少数变压器的套管破坏；个别或少数瓷柱型高压电气设备破坏；多数直线管道及少数干线管道破坏，部分区域停水 | 干硬土地上出现裂缝，饱和砂层绝大多数喷砂冒水；大多数独立砖烟囱严重破坏             | 2.79 （1.95 ～ 4.01）    | 0.258 （0.177 ～ 0.378）    |
| VIII     | 多数人摇晃颠簸，行走困难                                         | C            | 少数中等破坏和严重破坏，多数轻微破坏和基本完好 | 0.16 ~ 0.35  | 除重家具外，室内物品大多数倾倒或移位                   | 少数梁桥桥体移位、开裂及多数挡块破坏。少数拱桥主拱圈开裂严重；少数变压器的套管破坏；个别或少数瓷柱型高压电气设备破坏；多数直线管道及少数干线管道破坏，部分区域停水 | 干硬土地上出现裂缝，饱和砂层绝大多数喷砂冒水；大多数独立砖烟囱严重破坏             | 2.79 （1.95 ～ 4.01）    | 0.258 （0.177 ～ 0.378）    |
| VIII     | 多数人摇晃颠簸，行走困难                                         | D            | 少数中等破坏，多数轻微破坏和基本完好 | 0.14 ~ 0.27  | 除重家具外，室内物品大多数倾倒或移位                   | 少数梁桥桥体移位、开裂及多数挡块破坏。少数拱桥主拱圈开裂严重；少数变压器的套管破坏；个别或少数瓷柱型高压电气设备破坏；多数直线管道及少数干线管道破坏，部分区域停水 | 干硬土地上出现裂缝，饱和砂层绝大多数喷砂冒水；大多数独立砖烟囱严重破坏             | 2.79 （1.95 ～ 4.01）    | 0.258 （0.177 ～ 0.378）    |
| IX       | 行动的人摔倒                                                     | A1           | 大多数毁坏和严重破坏 | 0.60 ～ 0.90 | 室内物品大多数倾倒或移位                               | 个别梁桥桥墩局部压溃或落梁；个别拱桥垮塌或濒于垮塌；多数变压器套管破坏、少数变压器移位；少数瓷柱型高压电气设备破坏；各类供水管道破坏、渗漏广泛发生，大范围停水     | 干硬土地上多出现裂缝，可见基岩裂缝、错动、滑坡、塌方常见；独立砖烟囱多数倒塌       | 5.77 （4.02 ～ 8.30）    | 0.555 （0.379 ～ 0.814）    |
| IX       | 行动的人摔倒                                                     | A2           | 少数毁坏，多数严重和中等破坏 | 0.44 ~ 0.62  | 室内物品大多数倾倒或移位                               | 个别梁桥桥墩局部压溃或落梁；个别拱桥垮塌或濒于垮塌；多数变压器套管破坏、少数变压器移位；少数瓷柱型高压电气设备破坏；各类供水管道破坏、渗漏广泛发生，大范围停水     | 干硬土地上多出现裂缝，可见基岩裂缝、错动、滑坡、塌方常见；独立砖烟囱多数倒塌       | 5.77 （4.02 ～ 8.30）    | 0.555 （0.379 ～ 0.814）    |
| IX       | 行动的人摔倒                                                     | B            | 少数毁坏，多数严重破坏和中等破坏 | 0.48 ～ 0.69 | 室内物品大多数倾倒或移位                               | 个别梁桥桥墩局部压溃或落梁；个别拱桥垮塌或濒于垮塌；多数变压器套管破坏、少数变压器移位；少数瓷柱型高压电气设备破坏；各类供水管道破坏、渗漏广泛发生，大范围停水     | 干硬土地上多出现裂缝，可见基岩裂缝、错动、滑坡、塌方常见；独立砖烟囱多数倒塌       | 5.77 （4.02 ～ 8.30）    | 0.555 （0.379 ～ 0.814）    |
| IX       | 行动的人摔倒                                                     | C            | 多数严重破坏和中等破坏，少数轻微破坏 | 0.33 ~ 0.54  | 室内物品大多数倾倒或移位                               | 个别梁桥桥墩局部压溃或落梁；个别拱桥垮塌或濒于垮塌；多数变压器套管破坏、少数变压器移位；少数瓷柱型高压电气设备破坏；各类供水管道破坏、渗漏广泛发生，大范围停水     | 干硬土地上多出现裂缝，可见基岩裂缝、错动、滑坡、塌方常见；独立砖烟囱多数倒塌       | 5.77 （4.02 ～ 8.30）    | 0.555 （0.379 ～ 0.814）    |
| IX       | 行动的人摔倒                                                     | D            | 少数严重破坏，多数中等破坏和轻微破坏 | 0.25 ~ 0.48  | 室内物品大多数倾倒或移位                               | 个别梁桥桥墩局部压溃或落梁；个别拱桥垮塌或濒于垮塌；多数变压器套管破坏、少数变压器移位；少数瓷柱型高压电气设备破坏；各类供水管道破坏、渗漏广泛发生，大范围停水     | 干硬土地上多出现裂缝，可见基岩裂缝、错动、滑坡、塌方常见；独立砖烟囱多数倒塌       | 5.77 （4.02 ～ 8.30）    | 0.555 （0.379 ～ 0.814）    |
| X        | 骑自行车的人会摔倒，处于不稳定状态的人会摔离原地，有抛起感       | A1           | 绝大多数毁坏 | 0.88 ～ 1.00 |                                                        | 个别梁桥桥墩压溃或折断，少数落梁，少数拱桥垮塌或濒于垮塌；绝大多数变压器移位、脱轨；套管断裂漏油；多数瓷柱型高压电气设备破坏；供水管网毁坏，全区域停水             | 山崩和地震断裂出现，基岩上拱桥破坏；大多数独立砖烟囱从根部破坏或倒毁               | 11.9 （8.31 ～ 17.2）    | 1.19 （0.815 ～ 1.75）      |
| X        | 骑自行车的人会摔倒，处于不稳定状态的人会摔离原地，有抛起感       | A2           | 大多数毁坏 | 0.60 ~ 0.88  |                                                        | 个别梁桥桥墩压溃或折断，少数落梁，少数拱桥垮塌或濒于垮塌；绝大多数变压器移位、脱轨；套管断裂漏油；多数瓷柱型高压电气设备破坏；供水管网毁坏，全区域停水             | 山崩和地震断裂出现，基岩上拱桥破坏；大多数独立砖烟囱从根部破坏或倒毁               | 11.9 （8.31 ～ 17.2）    | 1.19 （0.815 ～ 1.75）      |
| X        | 骑自行车的人会摔倒，处于不稳定状态的人会摔离原地，有抛起感       | B            | 大多数毁坏 | 0.67 ~ 0.91  |                                                        | 个别梁桥桥墩压溃或折断，少数落梁，少数拱桥垮塌或濒于垮塌；绝大多数变压器移位、脱轨；套管断裂漏油；多数瓷柱型高压电气设备破坏；供水管网毁坏，全区域停水             | 山崩和地震断裂出现，基岩上拱桥破坏；大多数独立砖烟囱从根部破坏或倒毁               | 11.9 （8.31 ～ 17.2）    | 1.19 （0.815 ～ 1.75）      |
| X        | 骑自行车的人会摔倒，处于不稳定状态的人会摔离原地，有抛起感       | C            | 大多数严重破坏和毁坏 | 0.52 ~ 0.84  |                                                        | 个别梁桥桥墩压溃或折断，少数落梁，少数拱桥垮塌或濒于垮塌；绝大多数变压器移位、脱轨；套管断裂漏油；多数瓷柱型高压电气设备破坏；供水管网毁坏，全区域停水             | 山崩和地震断裂出现，基岩上拱桥破坏；大多数独立砖烟囱从根部破坏或倒毁               | 11.9 （8.31 ～ 17.2）    | 1.19 （0.815 ～ 1.75）      |
| X        | 骑自行车的人会摔倒，处于不稳定状态的人会摔离原地，有抛起感       | D            | 大多数严重破坏和毁坏 | 0.46 ~ 0.84  |                                                        | 个别梁桥桥墩压溃或折断，少数落梁，少数拱桥垮塌或濒于垮塌；绝大多数变压器移位、脱轨；套管断裂漏油；多数瓷柱型高压电气设备破坏；供水管网毁坏，全区域停水             | 山崩和地震断裂出现，基岩上拱桥破坏；大多数独立砖烟囱从根部破坏或倒毁               | 11.9 （8.31 ～ 17.2）    | 1.19 （0.815 ～ 1.75）      |
| XI       |                                                                  | A1           | 绝大多数毁坏 | 1.00         |                                                        | | 地震断裂延续很大，大量山崩滑坡                                                     | 24.7 (17.3 ~ 35.5)       | 2.57 (1.76 ~ 3.77)          |
| XI       | A2                                                               | 0.86 ~ 1.00  | 绝大多数毁坏 |              |                                                        | | 地震断裂延续很大，大量山崩滑坡                                                     | 24.7 (17.3 ~ 35.5)       | 2.57 (1.76 ~ 3.77)          |
| XI       | B                                                                | 0.90 ～ 1.00 | 绝大多数毁坏 |              |                                                        | | 地震断裂延续很大，大量山崩滑坡                                                     | 24.7 (17.3 ~ 35.5)       | 2.57 (1.76 ~ 3.77)          |
| XI       | C                                                                | 0.84 ~ 1.00  | 绝大多数毁坏 |              |                                                        | | 地震断裂延续很大，大量山崩滑坡                                                     | 24.7 (17.3 ~ 35.5)       | 2.57 (1.76 ~ 3.77)          |
| XI       | D                                                                | 0.84 ~ 1.00  | 绝大多数毁坏 |              |                                                        | | 地震断裂延续很大，大量山崩滑坡                                                     | 24.7 (17.3 ~ 35.5)       | 2.57 (1.76 ~ 3.77)          |
| XII      |                                                                  | 各类         | 几乎全部毁坏 | 1.00         |                                                        | | 地面剧烈变化，山河改观                                                             | >35.5                    | >3.77                       |

备注：
- 数量词的界定：
  - “个别”为10%以下；
  - “少数”为10%～45%；
  - “多数”为40%～70%；
  - “大多数”为60%～90%；
  - “绝大多数”为80%以上。
- 评定烈度的房屋类型：
  - A1类：未经抗震设防的土木、砖木、石木等房屋；
  - A2类：穿斗木构架房屋；
  - B类：未经抗震设防的砖混结构房屋；
  - C类：按照VII度（７度）抗震设防的砖混结构房；
  - D类：按照VII度（７度）抗震设防的钢筋混凝土框架结构房屋。
- 房屋破坏等级：
  - 基本完好：承重和非承重构件完好，或个别非承重构件轻微损坏，不加修理可继续使用。对应的震害指数范围为0.00≤d＜0.10，可取0.00；
  - 轻微破坏：个别承重构件出现可见裂缝，非承重构件有明显裂缝，不需要修理或稍加修理即可继续使用。对应的震害指数范围为0.10 ≤ d < 0.30，可取0.20；
  - 中等破坏：多数承重构件出现轻微裂缝，部分有明显裂缝，个别非承重构件破坏严重，需要一般修理后可使用。对应的震害指数范围为0.30 ≤ d < 0.55，可取0.40；
  - 严重破坏：多数承重构件破坏较严重，非承重构件局部倒塌，房屋修复困难。对应的震害指数范围为0.55 ≤ d < 0.85，可取0.70；
  - 毁坏：多数承重构件严重破坏，房屋结构濒于崩溃或已倒毁，已无修复可能。对应的震害指数范围为0.85 ≤ d ≤ 1.00，可取1.00。
- 表中给出的合成地震动的最大值为所对应的仪器测定的地震烈度中值，括号内为变化范围。

## 与其他烈度表的关系

### 与日本、美国（MMI）仪器烈度标准的比较
时任福建省地震局局长、地震学者金星团队的研究指出，日本（日本气象厅计测烈度）、美国（基于ShakeMap标准计算的麦加利地震烈度）、中国大陆（中国地震烈度表）三种不同的烈度标准可以统一地换算为由有效峰值加速度Am表示的关系，具体如下：
| 中国（CSIS） | 美国（ShakeMap） | 日本（计测烈度） | 日本（对应烈度等级） |
| ------------ | ---------------- | ---------------- | -------------------- |
| I度          | ＜2.0            | ＜0.8            | 烈度0                |
| I度          | ＜2.0            | ＜0.8            | 烈度1                |
| II度         | 2.0～2.6         | 0.8～1.5         | 烈度1                |
| II度         | 2.0～2.6         | 0.8～1.5         | 烈度2                |
| III度        | 2.6～3.2         | 1.5～2.1         | 烈度2                |
| IV度         | 3.2～3.9         | 2.1～2.8         | 烈度2                |
| IV度         | 3.2～3.9         | 2.1～2.8         | 烈度3                |
| V度          | 3.9～4.6         | 2.8～3.5         | 烈度3                |
| VI度         | 4.6～5.7         | 3.5～4.2         | 烈度4                |
| VII度        | 5.7～6.5         | 4.2～4.9         | 烈度4                |
| VII度        | 5.7～6.5         | 4.2～4.9         | 烈度5弱              |
| VIII度       | 6.5～7.4         | 4.9～5.6         | 烈度5强              |
| VIII度       | 6.5～7.4         | 4.9～5.6         | 烈度6弱              |
| IX度         | 7.4～8.2         | 5.6～6.3         | 烈度6弱              |
| IX度         | 7.4～8.2         | 5.6～6.3         | 烈度6强              |
| X度          | 8.2～9.0         | 6.3～7.0         | 烈度6强              |
| X度          | 8.2～9.0         | 6.3～7.0         | 烈度7                |
| XI度         | 9.0～9.8         | 7.0～7.7         | 烈度7                |
| XII度        | ＞9.8            | ＞7.7            | 烈度7                |